# Mana (religiös term)
Mana är ett melanesiskt ord med den ungefärliga betydelsen "(övernaturlig) kraft". Detta och de otaliga motsvarande orden i andra naturfolks språk har ibland återgivits med "gud" eller "gudomlig", vilket är vilseledande, då det inte behöver innebära någon relation till en viss gudom eller ens kunskap om en sådan. Allt, som väcker förvåning, som skiljer sig från det vanliga, är mana: en person, till exempel en trollkarl, med ovanlig begåvning, ett djur med ovanlig styrka, vissa vattendrag, en konstigt formad klippa, ett ovanligt buller. Allt sådant beror på en inneboende övermänsklig kraft, ett slags andestoff eller laddning med ett slags elektricitet, som är ytterst värdefull, då makt och duglighet kommer därav. En mäktig mans själ och andarna har mana i sig, men inte en vanlig simpel individs själ. Det gäller för stammen att ta vara på mana. Men den är på samma gång farlig. Utan försiktighetsmått verkar den förstörande. Närmast kan mana sålunda återgivas med "övernaturligt". Mana är det övernaturligas positiva innehåll, tabu dess negativa sida, dess farlighet och de förbud och regler, som därav föranleds.
Den brittiske missionären, biskopen och etnografen Robert Henry Codrington (1830-1922) beskrev mana för västvärlden i "The Melanesians" (1891). I likhet med "tabu" har "mana" därefter blivit ett allmänt religionsvetenskapligt begrepp, som beskriver egenskapen hos ett föremål eller en varelse med något övernaturligt i sig.
Fantasylitteraturen (från och med Larry Nivens kortroman The Magic Goes Away, 1978) och datorspelen (från och ned Populous, 1989) har upptagit "mana" som en term för magisk energi.
Mana ska inte blandas ihop med den manna som beskrivs i Bibeln.